# HNK Rijeka
El Hrvatski nogometni klub Rijeka (anglès: Croatian Football Club Rijeka), sovint anomenat HNK Rijeka o simplement Rijeka, és un club croat de futbol de la ciutat de Rijeka.
L'HNK Rijeka competeix a la màxima divisió croata, HT Prva liga, de la qual ha format part des de la fundació de la competició el 1992. Durant la reconstrucció de l'Stadion Kantrida, la seva seu ha estat l'Stadion Rujevica. El seu color tradicional és el blanc.
El club es va fundar el 1906 com a Club Sportivo Olimpia, i després dels tumultuosos canvis polítics que varen succeir al voltant de Rijeka en les dècades següents, va canviar el seu nom a U.S. Fiumana el 1926, a S.C.F. Quarnero el 1946, a NK Rijeka el 1954 i finalment a HNK Rijeka el 1995. El Rijeka és el tercer club amb més trofeus del futbol croat, i ha guanyat un títol de lliga croata, dues copes iugoslaves, sis copes croates, una supercopa croata i la Copa dels Balcans 1977–78.

## Història
El 1925 com a Unione Sportiva Fiumana jugà a la lliga italiana de futbol (a segona divisió) fins al 1928. Aquest any, ascendí a primera, però tornà a baixar. Després de la Segona Guerra Mundial, la ciutat de Fiume passà de mans italianes a iugoslaves, amb el nou nom de Rijeka i el 1946, el club fou reanomenat Kvarner. El 3 de juny de 1954 adoptà l'actual nom. Ascendí a la primera divisió iugoslava per primer cop el 1957/58. Fou campió de copa el 1978 i 1979. El club va guanyar el seu primer campionat croat l'any 2017. També fou campió de copa a Croàcia el 2005, 2006, 2014, 2019 i 2020.

## Palmarès
- 2 Lliga croata de futbol: 2016-17, 2024-25.
- 4 Copa croata de futbol: 2004-05, 2005-06, 2013-14, 2016-17.
- 1 Supercopa croata de futbol: 2014.
- 2 Copa iugoslava de futbol: 1978, 1979.
- 1 Copa Balcànica de clubs: 1978.

## Jugadors destacats
- Mladen Mladenović
- Dubravko Pavličić
- Mauro Ravnić
- Damir Desnica
- Elvis Brajković
- Nenad Gračan
- Saša Peršon
- Boško Balaban
- Barnabas Stipanovics
- Janko Janković
- Matjaž Florjančič
- Adrijan Fegic
- Fredi Bobic
- Elvir Bolić

## Entrenadors destacats
- Nenad Gračan
- Elvis Scoria